# Jackson Irvine
Jackson Alexander Irvine (sinh ngày 7 tháng 3 năm 1993) là một cầu thủ bóng đá chuyên nghiệp người Úc thi đấu ở vị trí tiền vệ cho câu lạc bộ FC St. Pauli ở Bundesliga và đội tuyển quốc gia Úc.

## Sự nghiệp trong câu lạc bộ

### Celtic
Irvine sinh ra và lớn lên tại Melbourne, Úc, nơi anh theo học tại trường The Knox School. và thi đấu cho các câu lạc bộ trong cấu trúc Liên đoàn bóng đá Victoria. Trong thời gian lớn lên, Irvine gặp Curtis Good khi "cả hai cùng mười tuổi và sống cách nhau hai phút, họ cùng lớn lên cùng nhau". Họ cũng "tham gia cuộc thi chạy địa hình cùng nhau, thi đấu cho Knox City (ở Melbourne) khi còn nhỏ". Năm 2009, anh giành giải cầu thủ xuất sắc của Frankston Pines, mùa giải đầu tiên anh thi đấu ở đội một.
Sau thời gian thử việc thành công, anh ký hợp đồng với Celtic vào tháng 12 năm 2010. Trong mùa giải 2011–12, Irvine tham gia giải đấu NextGen Series, một cuộc thi châu Âu dành cho đội trẻ, và đồng thời là đội trưởng của đội U19. Anh giành chiến thắng trong Scottish Youth Cup và Under-19 League mùa đó. Irvine cũng giành được Cúp trẻ trong mùa giải 2010–11 và 2012–13. Anh ra sân lần đầu tiên tại Scottish Premier League vào ngày 1 tháng 9 năm 2012, khi được tham gia vào hiệp hai trong trận hòa 2–2 với Hibs. Sau khi ra sân lần đầu tiên cho đội một, anh cũng trở thành đội trưởng của đội U20 mới của câu lạc bộ.

### Kilmarnock (cho mượn)
Vào đầu mùa giải 2013–2014, Irvine tham gia cùng đội Scottish Premiership Kilmarnock theo hợp đồng mượn kéo dài sáu tháng sau khi HLV Allan Johnston thể hiện sự quan tâm.
Chỉ hai ngày sau khi gia nhập CLB, Irvine đã có trận ra mắt trong trận hòa 1–1 trước đội St Mirren. Sau đó, Irvine tiếp tục được thường xuyên ra sân trong đội hình xuất phát. Sau sáu trận ra sân cho đội, Irvine đã ghi một "cú sút đẹp mắt từ quả phạt góc ngắn của Barry Nicholson" trong trận thắng 2–0 trước đội Ross County vào ngày 19 tháng 10 năm 2013, đưa Johnston có chiến thắng đầu tiên tại Kilmarnock từ khi ông đảm nhiệm vai trò HLV. Vài tuần sau, vào ngày 9 tháng 11 năm 2013, Irvine bị rời sân sau khi nhận thẻ vàng thứ hai trong trận thua 1–3 trước đội St Johnstone. Vào tháng 1 năm 2014, thời gian mượn của Irvine tại Kilmarnock được kéo dài đến cuối mùa.

### Ross County
Vào ngày 1 tháng 9 năm 2014, Irvine lại được cho mượn, lần này đến đội Ross County. Anh ra mắt đội vào ngày 13 tháng 9 năm 2014, trong trận thua 1–2 trước đội Motherwell trên sân nhà. Vào ngày 28 tháng 7 năm 2015, Ross County chính thức ký hợp đồng hai năm với Irvine từ Celtic với một khoản phí phát triển.

### Burton Albion
Vào ngày 15 tháng 7 năm 2016, Irvine gia nhập câu lạc bộ Burton Albion ở giải đấu Championship của Anh với một giá trị chuyển nhượng được báo cáo là £330,000. Câu lạc bộ tuyên bố họ đã phá vỡ kỷ lục chuyển nhượng của họ để chiêu mộ anh. Anh ra mắt trong trận đấu vào ngày 13 tháng 8 với Bristol City. Ba ngày sau đó, anh ghi bàn thắng đầu tiên, giúp Burton Albion đánh bại Sheffield Wednesday với tỷ số 3–1. Điều này khởi đầu cho chuỗi 4 bàn thắng trong 6 trận đầu tiên tại giải đấu cho câu lạc bộ. Sau khi ghi 10 bàn trong 43 trận và giúp câu lạc bộ tránh khỏi việc xuống hạng, Irvine được vinh danh là Cầu thủ của Năm của Burton cho mùa 2016–17.

### Hull City

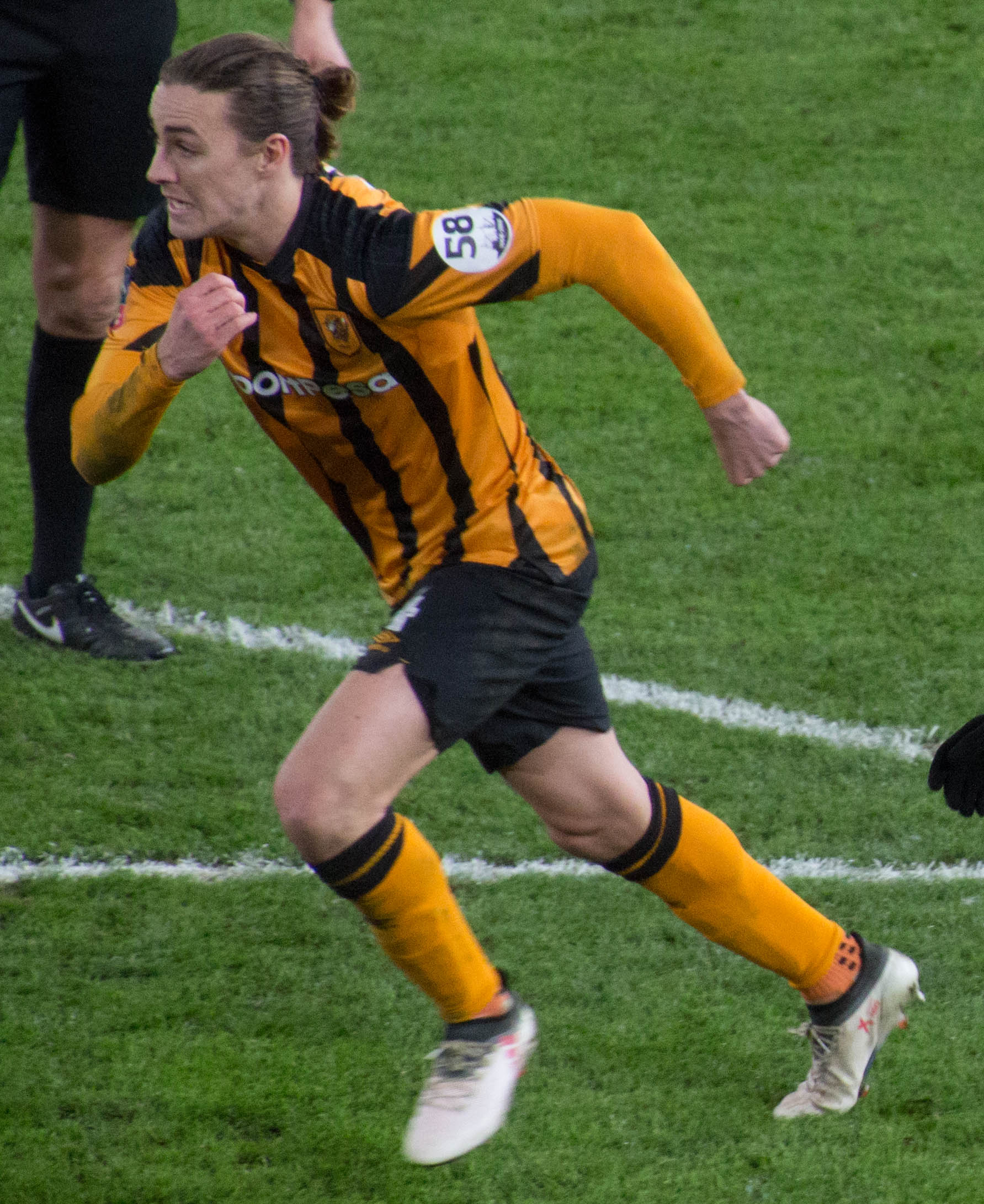
Irvine thi đấu cho Hull City năm 2018

Vào ngày 30 tháng 8 năm 2017, Irvine ký hợp đồng ba năm với câu lạc bộ Hull City. Vào ngày 8 tháng 9 năm 2017, anh ra mắt cho câu lạc bộ khi vào sân sau 70 phút để thay thế Jon Toral trong trận thua 0–5 trước Derby County. Vào ngày 9 tháng 12 năm 2017, Irvine ghi bàn thắng đầu tiên cho câu lạc bộ khi ghi bàn vào lưới Brentford trong trận thắng 3–2 trên sân nhà.
Vào tháng 6 năm 2020, Irvine bị Hull City thông báo không gia hạn hợp đồng.

### Hibernian
Vào ngày 12 tháng 1 năm 2021, Irvine gia nhập câu lạc bộ bóng đá Scotland Hibernian cho đến hết mùa giải 2020-21.

### St. Pauli
Vào ngày 5 tháng 7 năm 2021, Irvine đã ký hợp đồng với câu lạc bộ Đức FC St. Pauli. Trong mùa giải 2022/23, anh được chọn làm đội trưởng đội bóng, chia sẻ vai trò này với Leart Paqarada.

## Sự nghiệp quốc tế
Irvine đã đại diện cho đội tuyển trẻ Scotland ở cấp độ dưới 19 tuổi, nhưng vào tháng 10 năm 2011, anh cho biết anh vẫn quan tâm đến việc thi đấu cho đội tuyển quốc gia Australia. Irvine có quyền thi đấu cho Scotland vì cha anh sinh ra tại Aberdeen, nhưng vào tháng 9 năm 2012, anh tái khẳng định mong muốn thi đấu cho quê hương Australia. Ngày 11 tháng 10 năm 2012, anh ra mắt đội tuyển U20 Australia trong trận giao hữu với đội U20 Bồ Đào Nha.
Vào tháng 9 năm 2013, Irvine nhận lần gọi đầu tiên vào đội tuyển quốc gia Australia và được chọn tham gia hai trận đấu. Sau khi ngồi dự bị trong một trận, Irvine ra sân lần đầu thay người cho Mile Jedinak ở phút thứ 83, trong trận thắng 3-0 trước đội tuyển nam Canada ngày 15 tháng 10 năm 2013.
Vào tháng 5 năm 2018, anh được gọi vào đội tuyển Australia tham dự World Cup 2018 tại Nga.
Vào tháng 11 năm 2022, anh được triệu tập vào đội tuyển Australia dự World Cup lần thứ hai, và được chọn ra sân đá chính trong trận khai mạc gặp Pháp với vai trò tiền vệ cánh phải.
Ngày 28 tháng 3 năm 2023, Irvine trở thành đội trưởng thứ 63 của đội tuyển Australia trong trận giao hữu với đội tuyển Ecuador tại Docklands Stadium.

## Thống kê sự nghiệp

### Quốc tế
Tính đến 2 tháng 2 năm 2024
| Đội tuyển quốc gia | Năm       | Trận | Bàn |
| ------------------ | --------- | ---- | --- |
| Úc                 | 2013      | 1    | 0   |
| Úc                 | 2014      | 0    | 0   |
| Úc                 | 2015      | 1    | 0   |
| Úc                 | 2016      | 5    | 0   |
| Úc                 | 2017      | 8    | 1   |
| Úc                 | 2018      | 10   | 2   |
| Úc                 | 2019      | 9    | 2   |
| Úc                 | 2020      | 0    | 0   |
| Úc                 | 2021      | 9    | 1   |
| Úc                 | 2022      | 10   | 1   |
| Úc                 | 2023      | 7    | 2   |
| Úc                 | 2024      | 6    | 2   |
| Tổng cộng          | Tổng cộng | 66   | 11  |

Bàn thắng và kết quả của Úc được để trước.
| #  | Ngày                 | Địa điểm                                                      | Đối thủ           | Bàn thắng | Kết quả | Giải đấu                      |
| -- | -------------------- | ------------------------------------------------------------- | ----------------- | --------- | ------- | ----------------------------- |
| 1  | 28 tháng 3 năm 2017  | Sân vận động bóng đá Sydney, Sydney, Úc                       | UAE               | 1–0       | 2–0     | Vòng loại FIFA World Cup 2018 |
| 2  | 23 tháng 3 năm 2018  | Sân vận động Ullevaal, Oslo, Na Uy                            | Na Uy             | 1–0       | 1–4     | Giao hữu                      |
| 3  | 30 tháng 12 năm 2018 | Sân vận động Al-Maktoum, Dubai, UAE                           | Oman              | 5–0       | 5–0     | Giao hữu                      |
| 4  | 15 tháng 10 năm 2019 | Sân vận động Quốc gia, Cao Hùng, Đài Loan                     | Đài Bắc Trung Hoa | 3–1       | 7–1     | Vòng loại FIFA World Cup 2022 |
| 5  | 15 tháng 10 năm 2019 | Sân vận động Quốc gia, Cao Hùng, Đài Loan                     | Đài Bắc Trung Hoa | 4–1       | 7–1     | Vòng loại FIFA World Cup 2022 |
| 6  | 3 tháng 6 năm 2021   | Sân vận động Quốc tế Jaber Al-Ahmad, Thành phố Kuwait, Kuwait | Kuwait            | 2–0       | 3–0     | Vòng loại FIFA World Cup 2022 |
| 7  | 7 tháng 6 năm 2022   | Sân vận động Ahmad bin Ali, Al-Rayyan, Qatar                  | UAE               | 1–0       | 2–1     | Vòng loại FIFA World Cup 2022 |
| 8  | 24 tháng 3 năm 2023  | Sân vận động Western Sydney, Sydney, Úc                       | Ecuador           | 1–0       | 3–1     | Giao hữu                      |
| 9  | 17 tháng 10 năm 2023 | Sân vận động Gtech Community, London, Anh                     | New Zealand       | 2–0       | 2–0     | Giao hữu                      |
| 10 | 13 tháng 1 năm 2024  | Sân vận động Ahmad bin Ali, Al-Rayyan, Qatar                  | Ấn Độ             | 1–0       | 2–0     | AFC Asian Cup 2023            |
| 11 | 18 tháng 1 năm 2024  | Sân vận động Jassim bin Hamad, Al-Rayyan, Qatar               | Syria             | 1–0       | 1–0     | AFC Asian Cup 2023            |